# Canton de Tournon-Saint-Martin
Le canton de Tournon-Saint-Martin est une ancienne division administrative française, située dans le département de l'Indre, en région Centre-Val de Loire.
À la suite du redécoupage cantonal de 2014, le canton a été supprimé en mars 2015, les communes dépendent désormais du canton du Blanc.

## Géographie
Ce canton était  organisé autour de la commune de Tournon-Saint-Martin, dans l'arrondissement du Blanc. Il se situait dans l'ouest du département.
Son altitude variait de 59 m (Néons-sur-Creuse) à 151 m (Lureuil).

## Histoire
Le canton fut créé le 15 février 1790, sous le nom de « Tournon ». En 1801,, il fut appelé « Saint-Martin-de-Tournon ». Ce n'est qu'en 1890, que le canton fut renommé « Tournon-Saint-Martin ».
Il a été supprimé en mars 2015, à la suite du redécoupage cantonal de 2014.

## Représentation

### Conseillers généraux de 1833 à 2015
| Période   | Période   | Identité                                                 | Étiquette                       | Qualité |
| --------- | --------- | -------------------------------------------------------- | ------------------------------- | --- |
| 1833      | 1848      | Jean Edouard Grazon                                      | ?                               | Propriétaire à La Haye-Descartes Juge de paix à Tournon-Saint-Martin                                                             |
| 1848      | 1864      | Léon Doucet                                              | ?                               | Propriétaire au Blanc |
| 1864      | 1871      | Edmond Baudier de Croizier de Sainte-Segraux (1812-1876) | ?                               | Propriétaire et notaire à Paris                                                                                                  |
| 1871      | 1901      | Paul-Antoine Bénazet                                     | Union des droites -Bonapartiste | Ancien capitaine des mobiles Député de l'Indre (1878-1891) Sénateur de l'Indre (1891-1897) Maire de Mérigny (1871-1919)          |
| 1901      | 1910      | Ludovic Emile Letellier-Delafosse                        | Conservateur                    | Ancien sous-chef au ministère des Finances                                                                                       |
| 1911      | 1919      | Albert Marie Frézard                                     | Action libérale                 | Maire de Sauzelles |
| 1919      | 1940      | Paul Bénazet                                             | Radical                         | Avocat Député de l'Indre (1906-1932) Ministre (1925-1926) Sénateur de l'Indre (1933-1941) Maire de Mérigny (1919-1925 et 1927-?) |
|           |           |                                                          |                                 | |
| 1942      | 1945      | Ernest Dumiot                                            |                                 | Agriculteur, commerçant Maire de Tournon-Saint-Martin Nommé conseiller départemental en 1942                                     |
|           |           |                                                          |                                 | |
| 1945      | 1948      | Paul Bénazet                                             | Radical                         | Maire de Mérigny (1919-1925 et 1927-?)                                                                                           |
| 1949      | 1962      | Louis Genesteix                                          | RGR                             | Maire de Néons-sur-Creuse Officier de carrière, propriétaire du château de Néons                                                 |
| 1962      | 1974      | Lucien Rivet (1920-1974)                                 | Radical                         | Maire de Tournon-Saint-Martin |
| 1974      | mars 1985 | Jean-Paul Mourot                                         | RPR                             | Secrétaire d'État (1978-1981) Député de l'Indre (1968-1978) Administrateur de presse                                             |
| mars 1985 | mars 2004 | René Chabot                                              | RPR                             | Député de l'Indre (1993-1997) Vice-président du conseil général de l'Indre Maire de Martizay (1977-2001) Directeur d'école       |
| mars 2004 | mars 2011 | Dominique Hervo                                          | PS                              | Maire de Tournon-Saint-Martin depuis 2001 Médecin généraliste                                                                    |
| mars 2011 | mars 2015 | Gérard Blondeau                                          | DVD                             | Maire de Lureuil (1995-2014) Élu en 2015 dans le Canton du Blanc Exploitant agricole                                             |

### Résultats électoraux
- Élections cantonales de 2004 : Dominique Hervo (PRG) est élu au 2e tour avec 55,36 % des suffrages exprimés, devant Michel Liaudois (Divers droite) (44,64 %). Le taux de participation est de 75,56 % (2 885 votants sur 3 818 inscrits)[7].
- Élections cantonales de 2011 : Gérard Blondeau (Divers droite) est élu au 2e tour avec 52,56 % des suffrages exprimés, devant Dominique Hervo (PRG) (47,44 %). Le taux de participation est de 64,15 % (2 398 votants sur 3 738 inscrits)[8].

### Conseillers d'arrondissement (de 1833 à 1940)
| Période                                  | Période      | Identité                                       | Étiquette          | Qualité |
| ---------------------------------------- | ------------ | ---------------------------------------------- | ------------------ | --- |
| 1833                                     | 1845         | Pierre Mamert Brun                             |                    | Chirurgien, propriétaire, maire de Tournon-Saint-Martin                                                     |
|                                          |              |                                                |                    | |
|                                          | 1894 (décès) | Marc Florent Dion (1835-1894)                  |                    | Propriétaire, maire de Lingé (1876-1894)                                                                    |
|                                          |              |                                                |                    | |
| 1919                                     |              | Olympe Sécheresse (1872-1943)                  | Union républicaine | Marchand de bestiaux à Tournon-Saint-Martin                                                                 |
|                                          | 1940         | René Sécheresse (1901-1958, fils du précédent) | RG                 | Propriétaire et marchand de bestiaux à Tournon-Saint-Martin                                                 |
| 1940                                     |              |                                                |                    | Les conseils d'arrondissement ont été suspendus par la loi du 12 octobre 1940 et n'ont jamais été réactivés |
| Les données manquantes sont à compléter. |              |                                                |                    | |

## Composition
Le canton de Tournon-Saint-Martin, d'une superficie de 212,42 km2, était composé de dix communes.
- Fontgombault
- Lingé
- Lurais
- Lureuil
- Martizay
- Mérigny
- Néons-sur-Creuse
- Preuilly-la-Ville
- Sauzelles
- Tournon-Saint-Martin

## Démographie

### Évolution démographique
| 1962  | 1968  | 1975  | 1982  | 1990  | 1999  | 2006  | 2012  | 2015  |
| ----- | ----- | ----- | ----- | ----- | ----- | ----- | ----- | ----- |
| 6 194 | 5 944 | 5 428 | 5 119 | 4 945 | 4 667 | 4 713 | 4 550 | 4 586 |

### Âge de la population
La pyramide des âges, à savoir la répartition par sexe et âge de la population, du canton de Tournon-Saint-Martin en 2009 ainsi que, comparativement, celle du département de l'Indre la même année sont représentées avec les graphiques ci-dessous.
La population du canton comporte 50,1 % d'hommes et 49,9 % de femmes. Elle présente en 2009 une structure par grands groupes d'âge plus âgée que celle de la France métropolitaine.
Il existe en effet 47 jeunes de moins de 20 ans pour cent personnes de plus de 60 ans, soit un indice de jeunesse de 0,47, alors que pour la France cet indice est de 1,06. L'indice de jeunesse du canton est également inférieur à celui  du département (0,67) et à celui de la région (0,95).
| Hommes | Classe d’âge | Femmes |
| ------ | ------------ | ------ |
| 1,3    | 90 ans ou +  | 3,1    |
| 11,9   | 75 à 89 ans  | 17,9   |
| 20,5   | 60 à 74 ans  | 19,4   |
| 24,6   | 45 à 59 ans  | 20,5   |
| 16,1   | 30 à 44 ans  | 15,9   |
| 12,0   | 15 à 29 ans  | 10,1   |
| 13,7   | 0 à 14 ans   | 13,0   |

| Hommes | Classe d’âge | Femmes |
| ------ | ------------ | ------ |
| 0,5    | 90 ans ou +  | 1,6    |
| 9,6    | 75 à 89 ans  | 13,8   |
| 17,0   | 60 à 74 ans  | 17,5   |
| 22,1   | 45 à 59 ans  | 20,6   |
| 19,2   | 30 à 44 ans  | 17,8   |
| 15,0   | 15 à 29 ans  | 13,6   |
| 16,6   | 0 à 14 ans   | 15,1   |